# 948 Jucunda
948 Jucunda, asteroid glavnog pojasa. Otkrio ga je Karl Wilhelm Reinmuth, 3. ožujka 1921.

## Vanjske poveznice
- Minor Planet Center